# I.O.I
I.O.I. (în hangul: 아이오아이; cunoscută și ca IOI sau Ideal of Idols) este o formație de fete din Coreea de Sud înființată de CJ E&M în cadrul emisiunii din 2016 Produce 101 de pe Mnet. Formația era compusă inițial din unsprezece membre, alese dintr-un grup de 101 stagiare de la diferite companii de divertisment: Lim Na-young (lider), Kim Chung-ha, Kim Se-jeong, Jung Chae-yeon, Zhou Jieqiong, Kim So-hye, Yoo Yeon-Jung, Choi Yoo-jung, Kang Mi-na, Kim Do-yeon și Jeon So-mi. Au debutat pe 4 Mai 2016 cu EP-ul Chrysalis.
Concertul formației, intitulat Time Slip - IOI, desfășurat în perioada 20-22 Ianuarie 2017, a marcat ultima lor activitate ca formație pe scenă. Formația a fost desființată oficial la sfârșitul lunii Ianuarie 2017, fetele revenind la agențiile lor.
IOI urma să revină în Octombrie 2019 cu nouă membri, fără Yoo Yeon-jung și Jeon So-mi, sub administrarea Swing Entertainment și Studio Blu. Pe data de 6 Septembrie, revenirea a fost amânată până în Decembrie. Pe data de 29 Octombrie 2019, revenirea a fost anulată din cauza investigațiilor poliției la serialul Produce X 101.

## Discografie
- Chrysalis (2016)
- Miss Me? (2016)